# Izraelská invaze do Libanonu 2024
Izraelská invaze do Libanonu (2024) je vojenským střetnutím mezi Izraelem a ozbrojeným křídlem libanonské politické strany Hizballáh. Pozemní invaze, jejímž cílem je zničení vojenské infrastruktury Hizballáhu na jihu Libanonu, odkud dochází k systematickému ostřelování severního Izraele, byla izraelskými obrannými silami (IOS) zahájena v noci 1. října 2024. Zároveň měla dle mluvčího IDF předejít údajně plánovanému rozsáhlému teroristickému útoku Hizballáhu na Izrael. Ve vyjádření IOS se uvádí, že se jedná o... omezené, lokalizované a zacílené pozemní útoky založené na přesných zpravodajských informacích.
Invaze navázala na operaci Severní šípy (Northern Arrows), během které Izrael eskaloval napětí na izraelsko-libanonské hranici a řadou leteckých úderů se snažil degradovat pozice Hizballáhu a likvidovat jeho velitelský řetězec, a která vyvrcholila smrtí vůdce Hizballáhu Hasana Nasralláha a dalších vrcholných představitelů při náletu 27. září. Součástí kampaně, kterou byl Hizballáh rozvrácen, byla i operace Mosadu, při které došlo k výbuchům komunikačních zařízení z 18. září Na rozdíl od druhé libanonské války v roce 2006, kterou Izrael nedokázal dosáhnout svých cílů, měla mít izraelská invaze pouze omezený rozsah.
Invazi navzdory oslabené mezinárodní podpoře Izraele podpořil i ministr obrany Spojených států amerických Lloyd Austin, který zároveň varoval Írán jako hlavního spojence Hizballáhu před rozšířením konfliktu na celý region Blízkého východu.
Pozemní kampaň je pátá invaze izraelských obranných sil na libanonské území, předchozí invaze různého rozsahu proběhly v letech 1948, 1978, 1982 a 2006.

## Pozadí
Eskalace mezi Izraelem a ší'itským hnutím Hizballáh byla součástí širšího konfliktu v regionu, která začal útokem palestinského Hamásu na Izrael 7. října 2023 a navázal na předchozí vzájemné střety.
Jedním z hlavních cílů izraelské invaze měla být možnost návratu až desítek tisíc izraelských civilistů, kteří museli kvůli pravidelným raketovým útokům opustit severní Izrael. Ovšem i na libanonské straně muselo od října 2023 do léta 2024 kvůli izraelským útokům opustit domovy 100 tisíc obyvatel a zhruba stejný počet pak během září 2024. Počet mrtvých libanonské úřady od poloviny do konce září 2024 odhadovaly na zhruba 1 000, počet vysílených obyvatel dle nich mohl dosáhnout až milionu.
Libanonské ozbrojené síly se 30. září stáhly do vzdálenosti zhruba 5 km od hranic mimo území, které bylo Izraelci považováno za bojovou zónu. Izrael téhož dne zahájil omezené přeshraniční nájezdy do Libanonu. Američtí představitelé však předpokládali pouze omezenou invazi těsně u hranic s Libanonem.
Odvrátit izraelskou invazi se pokoušel libanonský premiér Nadžíb Míkátí, když prohlásil, že Libanon je připraven splnit rezoluci č. 1701 Rady bezpečnosti OSN z roku 2006, podle které se jednotky Hizballáhu mají stáhnout za řeku Lítání. Nesdělil, jak hodlá tuto rezoluci implementovat bez dohody s Hizballáhem. Libanonská armáda je mnohem slabší a má horší vybavení než Hizballáh, který je v jižním Libanonu faktickým vládcem.
Od začátku války s Hamásem Izrael čelil také konfliktům s Hizballáhem, především v Libanonu (případně v Sýrii). Konflikt vedl ke značnému vysídlování lidí na obou stranách hranice a pokusům o deeskalaci ze strany mise OSN UNIFIL. Mezi říjnem 2023 a červnem 2024 zemřelo v Libanonu 470 lidí (365 příslušníků Hizballáhu, 80 civilistů v Libanonu, 14 vojáků Izraele a 11 civilistů v Izraeli). Izraelská armáda pokračovala v útocích na Hizballáh, který odpovídal vlastními raketovými a dronovými útoky.
V červnu 2024 izraelská armáda zabila vysokého člena Hizballáhu Táliba Samího Abdalláha, na což Hizballáh reagoval raketovým útokem na severní Izrael. Armáda pak začala vytvářet tzv. mrtvou zónu na libanonské straně hranice. Dle analýzy satelitních snímků izraelské jednotky zničily nejméně 1 500 budov. Podle libanonské vlády ale bylo v té době zničeno již 3 000 domů a dalších 12 000 bylo středně poškozeno. Libanonská vláda dále uvedla, že izraelská armáda zničila na hranici 12 000 čtverečních kilometrů zemědělské půdy, a to za použití fosforu. Izraelští představitelé uvedli, že fosfor používá pouze k vytváření kouřových clon, nikoliv k ničení půdy. Současně uvedli, že „ostřelování hranice je nutné, jelikož Hizballáh používá civilní objekty pro teroristické účely“.
Během července a srpna došlo k intenzivním vzájemným útokům, včetně smrti desítek libanonských civilistů a izraelských vojáků. Dne 27. července zasáhla jedna raketa fotbalové hřiště v drúzském městě Madždal Šams na Golanských výšinách. Výbuch rakety způsobil smrt 12 osob (všech ve věku mezi 10 a 20 lety) a desítky zranil. Hizballáh popřel, že by byl původcem útoku. Izraelská strana ovšem okamžitě označila Hizballáh za viníka, uvedla, že se jednalo o raketu íránské výroby Falak-1 a označila přesné místo odpalu rakety v jižním Libanonu a zveřejnila jméno příslušníka Hizballáhu, který měl odpal nařídit. Izraelští politici slíbili tvrdou odvetu. Současně občané Izraele volali po vyšetření selhání protivzdušné obrany. Izraelská armáda okamžitě reagovala řadou cílených odvet, kdy leteckými útoky útočil na řadu cílů zejména v jižním Libanonu. Při jednom z nich byl zabit význačný velitel Hizballáhu Fuáda Šukr. Izraelské útoky si vyžádaly řadu mrtvých, včetně civilistů. Při jednom z mnoha dalších útoků byl zabit Husajn Ibráhím Kasab, význačný člen elitních jednotek Radván.
Podle tvrzení izraelské bezpečnostní složky Šin bet odpálil Hizballáh na Izrael v období od ledna do konce srpna 2024 přes 6500 raket.
Dne 17. září došlo k hromadnému výbuchu pagerů, které u sebe měli zejména operativci Hizballáhu, ale také lékaři nebo státní úředníci. V Libanonu zemřelo minimálně dvanáct osob a 3000 bylo zraněno, z nichž 200 kriticky. Mezi mrtvými i zraněnými byli také civilisté. O den později došlo k dalšímu hromadnému výbuchu komunikačních zařízení Hizballáhu (zejména vysílaček). Tyto exploze si vyžádaly 25 obětí a 600 zraněných, včetně civilistů. Vůdce Hizballáhu Hasan Nasralláh k útokům prohlásil, že se jedná o „bezprecedentní masakr“ a že útoky „mohou být považovány za válečný zločin a vyhlášení války“ ze strany Izraele.
Po útocích ze 17. a 18. září pokračovalo vzájemné ostřelovaní. Izraelské letectvo během září pokračovalo v leteckých úderech na raketomety a odpalovací zařízení Hizballáhu v Libanonu. Při jednom z nich zasáhl najednou sto raketometů. Dne 20. září Hizballáh vypálil na severní Izrael a Golanské výšiny postupně okolo 200 raket a dronů. Téhož dne izraelská armáda v Bejrútu zabila velitele operací Hizballáhu a šéfa elitních jednotek Radván Ibrahíma Akíla. Při úderu zemřelo 31 osob (včetně 16 členů jednotek Radván, ale i civilistů včetně žen a dětí) a přes 68 bylo zraněno. Došlo tak k nové eskalaci násilí na obou stranách.
Koncem září izraelské letectvo po varování Libanonců spustilo intenzivní vzdušné útoky (Operace Šípy severu). Armáda zasáhla na jihu Libanonu a v údolí Bikáa na východě země na 1600 cílů spojených s Hizballáhem. Útoky si vyžádaly životy nejméně 492 lidí a dalších více než 1645 osob zranily. Mezi zabitými byly podle libanonských úřadů desítky žen a dětí a další civilisté. Mělo jít o nejsmrtelnější den v Libanonu od konce občanské války v roce 1990 a o největší útok ze strany Izraele na Libanon od druhé libanonské války v roce 2006. Intenzivní izraelské nálety pokračovaly i v dalších dnech. V prvním týdnu operace Šípy severu bylo zabito 700 Libanonců (členů Hizballáhu i civilistů) a přes 2000 byly zraněny. Úřad UNHCR informoval, že před izraelským bombardováním uprchlo do Sýrie 30 000 Libanonců. Celkový počet vysídlených Libanonců se podle odhadů během prvního týdne operace zdvojnásobil na 200 tisíc osob. Dne 27. září Izrael provedl letecký útok na velitelství Hizballáhu, při kterém byl zabit Hasan Nasralláh.
Krátce poté se začalo mluvit o příměří, nicméně proti němu se postavily izraelské krajně pravicové vládní strany. Místo příměří izraelská armáda dne 1. října zahájil na území Libanonu pozemní operaci.

## Vývoj

### Úvodní fáze invaze (říjen až listopad 2024)
Do operace se za podpory dělostřelectva a letectva zapojily i pozemní jednotky, zejména 98. divize, převelená v polovině září z Pásma Gazy. Terčem leteckých útoků kromě jihu země nadále zůstávalo i libanonské hlavní město Bejrút, kde Izraelci s krátkým předstihem vyzvali obyvatele ve čtvrti Dahieh k evakuaci. Libanonci byli zároveň vyzváni, aby necestovali autem do oblasti jižně od řeky Lítání. Izraelské ozbrojené síly již první den operace obvinily Hizballáh, že využívá civilistů jako lidské štíty.
Hizballáh se přihlásil k odpálení raket Fadi 4 na pozice izraelské armády na předměstí Tel Avivu. Podle tvrzení Hizballáhu byly další rakety odpáleny na velitelství izraelské zpravodajské agentury Mosad.
Podle mluvčího Prozatímních sil OSN v Libanonu (UNIFIL) v jižním Libanonu A. Tenentiho nemá jednotka v úmyslu opustit své pozice. Ve svém prohlášení UNIFIL sdělily, že byly 30. září informovány velením IOS o omezeném pozemním vpádu do Libanonu.
Již po náletu na Bejrút ze 4. října nebylo podle libanonských zdrojů možné navázat spojení s bratrancem a předpokládaným nástupcem zabitého vůdce Hizballáhu Hasana Nasralláha - Hášimem Safí ad-Dínem. Jeho zabití potvrdil Izrael v druhé polovině října. Hizballáh se nevyjádřil.
Dne 7. října Izrael při náletu v Libanonu zabil šéfa logistického velitelství Hizballáhu Suhaíla Husajna Husajního. Podle izraelské armády měl klíčovou roli ve vyzbrojování Hizballáhu.
Mírová mise OSN na jihu Libanonu (UNIFIL) 10. října uvedla, že její hlavní velitelství ostřeloval tank izraelské armády. Zraněni byli dva její vojáci. Francie spolu s Itálií iniciovaly kvůli incidentu schůzku evropských států zapojených do mise. Podle prohlášení Španělska bylo ostřelování vážným porušením mezinárodního práva. Velvyslanec Izraele při OSN Danny Danon (Likud) misi doporučil stažení více na sever Libanonu. Podle prohlášení libanonského ministerstva zahraničí a nejmenovaného zdroje z OSN se další izraelský útok na UNIFIL odehrál hned následujícího dne. Tentokrát u vesnice Nákura. V dalších dnech se útoky různé intenzity opakovaly. Mluvčí mise UNIFIL Andrea Tenenti vyjádřil znepokojení, že probíhající izraelský konflikt s Hizballáhem může způsobit „regionální konflikt s katastrofálními důsledky pro všechny“. Již 12. října ve společném dopisu odsoudilo čtyřicet zemí zapojených v mírové misi útoky na své příslušníky. Dne 13. října UNIFIL informovala, že na jedno ze stanovišť mírové mise vnikly dva izraelské tanky, přičemž zničily jeho hlavní bránu. Podle mluvčího mise šlo o další hrubé porušení mezinárodního práva a rezoluce Rady bezpečnosti OSN. Izraelská armáda uvedla, že šlo o omyl. Izraelský premiér Benjamin Netanjahu (Likud) následně vyzval OSN k okamžité evakuaci příslušníků mírové mise z oblastí bojů. Izrael po neochotě OSN stáhnout příslušníky mise z jihu Libanonu začal tvrdit, že stanoviště mise využívají příslušníci Hizballáhu a že členové mise jsou používáni jako lidské štíty. Mluvčí generálního tajemníka OSN Antonia Guterrese reagoval konstatováním, že jednotky zůstanou na svých místech a upozorněním, že jakékoliv útoky na tyto jednotky mohou být válečným zločinem. Ve společném stanovisku odsoudily „všechny útoky proti misi OSN“ v Libanonu také členské státy Evropské unie. Šéf unijní diplomacie Josep Borrell je označil za „absolutně nepřijatelné“.
Během prvních dvou týdnů invaze byli při izraelských útocích zabiti čtyři příslušníci libanonské armády. Ta se do konfliktu nezapojovala. Naopak se stáhla z pohraniční oblasti více do vnitrozemí.
Dne 14. října Hizballáh provedl dronový útok na vojenskou základnu v Izraeli jižně od Haify. Podle izraelské armády při něm zemřeli čtyři vojáci a dalších 51 vojáků bylo zraněno, z toho sedm vážně. Podle Hizballáhu šlo o odvetu za izraelské ostřelování Bejrútu, při kterém v předchozím týdnu zemřelo 22 lidí a sto bylo zraněno. Téhož dne Izrael provedl letecký úder ve vesnici Ajtú na severu Libanonu. Podle libanonského Červeného kříže při něm zemřelo nejméně 18 lidí. Šlo o první izraelský úder v křesťanské oblasti země.
V polovině října prozatímní vůdce Hizballáhu Naím Kásim pronesl, že vojenské křídlo strany obnovilo své velící struktury a je připraveno pokračovat v bojích. Současně vyzval Izrael k přijetí příměří coby jediné deklarované cesty ke konci konfliktu. Na jeho prohlášení reagoval prezident Izraele Jicchak Herzog. Ten uvedl, že se Kásím mýlí a podceňuje Izrael a jeho obyvatele. Dodal, „že i na Kásima jistě dojde“. Brzy poté jeden z útočných dronů vyslaný Hizballáhem explodoval u domu premiéra Netanjahua ve městě Caesarea. V domě nikdo nebyl, takže se útok obešel bez zraněných. Netanjahu následně oznámil, že šlo o pokus o atentát na jeho osobu. Uvedl také, že za útokem stál Írán. Mluvčí Knesetu Amir Ochana (Likud) prohlásil, že nejde porovnávat pokus o atentát na Netanjahua s izraelskými atentáty představitelů Hamásu, Hizballáhu a Islámských revolučních gard. Jako hlavní důvod uvedl, že Netanjahu je demokraticky zvolený premiér a nikoliv terorista. O íránském zapojení do útoku hovořil také izraelský ministr zahraničí Jisra'el Kac (Likud). Delegát Íránu v OSN uvedl, že Írán do útoku zapojen nebyl a šlo výhradně o operaci Hizballáhu.
Dne 17. října 2024 se stal incident, kdy zemřel člen Hizballáhu zatímco byl zadržen a uvězněn izraelskou armádou. Incident začala vyšetřovat izraelská vojenská policie. Vyšetřování vojáků kritizoval krajně pravicový ministr Itamar Ben Gvir (Ocma jehudit). Vyšetřování označil za „hanbu a ostudu“. Vyšetřovatelům vytkl, že „asi neví, kdo je tu skutečný nepřítel“.
Dne 20. října izraelská armáda tvrdila, že při bombardování Bejrútu zasáhla velící středisko zpravodajské služby Hizballáhu a jeho výrobnu zbraní. Armáda také ostřelovala město Nabatíja, které bylo považováno za jednu z bašt Hizballáhu a jeho spojence hnutí Amal. Při izraelských útocích zemřelo nejméně 16 lidí, včetně starosty města, radních a lékaře. Téhož dne buldozer izraelské armády úmyslně zdemoloval pozorovací věž a plot u stanoviště mírových jednotek OSN (UNIFIL) v jižním Libanonu. K incidentu došlo ve vesnici Marvahín. Mise opět vyzvala k respektování svých stanovišť. Naopak izraelská armáda zopakovala svou výzvu ke stažení jednotek UNIFIL z jihu Libanonu. Izrael také bombardoval bejrútské předměstí Dahíja, kde se zaměřoval na pobočky finanční instituce Kard Hasan, kterou využíval Hizballáh.
Dne 21. října izraelská armáda tvrdila, že pod se pod nemocnicí As-Sáhel v Bejrútu nachází bunkr Hizballáhu, ve kterém hnutí ukrývá zlato v hodnotě 500 milionů dolarů. Ředitele nemocnice následně zahájil evakuaci pacientů a popřel, že by takový bunkr pod nemocnicí byl. Současně vyzval libanonskou armádu, aby se přišla přesvědčit. Izraelská armáda uvedla, že na nemocnici útočit nehodlá. V téže době ale izraelská armáda bombardovala areál univerzitní nemocnice Rafíka Harírího. Hizballáh následně vypálil rakety na námořní základnu Stella Maris severozápadně od Haify a základnu vojenské rozvědky Glilot, kde je centrála vojenské zpravodajské jednotky 8200.
Podle izraelské armády byl na začátku listopadu v jiholibanonské Sultáníji zabit velitel protitankového oddílu speciálních sil Radván Rijád Ridá Ghazzáuí.

### Příměří (listopad 2024 – březen 2025)
Dne 26. listopadu 2024 byla schválena dohoda o příměří. V účinnost vstoupila 27. listopadu ráno. Příměří by mělo trvat šedesát dnů a mělo by připravit půdu pro trvalejší diplomatické řešení. Izrael v náletech pokračoval až do samotného schválení dohody. Podle zpráv šlo o nejvíce intenzivní nálety od začátku invaze. Netanjahu uvedl, že na „jakékoliv porušení dohody odpoví Izrael tvrdou sílou“. Představitelé Libanonu se obrátili na mezinárodní společenství o zajištění dlouhodobého klidu zbraní. V prvním prohlášení Hizballáhu po podepsání příměří bylo uvedeno, že „Islámský odboj potvrzuje, že jeho bojovníci zůstanou plně připraveni čelit útokům a ambicím izraelského nepřítele.“ Odmítli také myšlenku odzbrojení.
Ihned druhý den po uzavření příměří byly hlášeny incidenty. Izraelská armáda, stále přítomná na jihu Libanonu, střílela do vzduchu proti vracejícím se Libanoncům do vesnic v severní části jihu Libanonu. Představitelé armády zopakovali, že nedovolí návrat Libanonců, dokud se jednotky ze svých pozic nestáhnou. Několik osob mělo být při incidentech izraelskými vojáky zabito. Armáda jen potvrdila, že došlo k zabití údajného člena Hizballáhu a zatčení dalších čtyř. Ve vzdušném prostoru jihu Libanonu nadále působilo izraelské letectvo. Libanonská média následně informovala o minimálně dvou zraněných osobách ve vesnici Markaba, na které zaútočil izraelský dron. Téhož dne izraelské letectvo provedlo nálet na skladiště raket Hizballáhu, ve kterém zaznamenalo pohyb. Dne 29. listopadu izraelská armáda až do odvolání zakázala obyvatelům jižního Libanonu vstup do širokého pásma vesnic podél hranice s Izraelem. Později toho dne izraelský dron provedl úder na nákladní vůz Hizballáhu, na kterém bylo nainstalováno odpalovací zařízení. Monitorované odstavené vozidlo se podle armády dalo do pobyhu. Již po dvou dnech se Izrael, Hizballáh i Libanon obviňovali z porušení příměří. Izrael vinil Libanonce z toho, že se pohybují v zakázaných oblastech spojených s výzbrojí Hizballáhu, zatímco Libanon poukazoval na fakt, že izraelská armáda střílela do lidí a dál prováděla nálety. Dne 30. listopadu izraelská armáda oznámila čtyři nové letecké útoky na členy Hizballáhu, kteří podle ní nakládali do aut munici a zbraně. Při útocích byli minimálně dva Libanonci zabiti a několik dalších zraněno. Podle Izraele docházelo k přes civilní hraniční přechody k přesunu zbraní ze Sýrie do jižního Libanonu, což bylo podle nich porušení podmínek příměří.
Šestého dne od podepsání příměří Hizballáh poprvé opětoval palbu. Hizballáh měl podle Izraele z území Libanonu odpálit dvě minometné střely na pozice izraelské armády na okupovaných Golanských výšinách. Střely podle armády dopadly na otevřená prostranství a nezpůsobily žádná zranění. Izraelská armáda odpověděla desítkami náletů na cíle v pohraničních vesnicích Haris, Talúsa, Džbá, Mardž Ujún, Bajt Líf, Jarún nebo Dajr az-Zahrání. Podle libanonského ministerstva zdravotnictví izraelské nálety zabily nejméně devět lidí a tři zranily. Ve městě Nabatíja asi 12 kilometrů od hranic zabil izraelský dron příslušníka jednotek libanonské státní bezpečnosti. Podle Libanonu šlo o „hrubé porušení“ příměří. Libanonská armáda mimoto oznámila, že izraelský dron zaútočil na její buldozer, který pracoval na opevnění vojenské základny poblíž syrských hranic, a že při akci byl zraněn jeden její voják. Předseda libanonského parlamentu Nabíh Barrí prohlásil, že Libanon do této doby zaznamenal ze strany Izraele 54 případů porušení příměří. Francie jich evidovala také okolo padesáti. Americký zvláštní vyslanec Amos Hochstein, který pomáhal zprostředkovat dohodu o příměří, upozornil izraelské diplomaty, že Izrael nedodržuje dohodnuté podmínky. Podle dohody mají Američané a Francouzi dohlížet na dodržování smluvených podmínek a vyšetřovat obvinění z jejich porušování.
Izraelský ministr obrany Kac dne 3. prosince pohrozil, že pokud padne příměří, izraelská armáda bude postupovat razantněji a nebude se omezovat jen na jih Libanonu. Současně uvedl, že armáda nebude rozlišovat mezi Hizballáhem a libanonskou armádou.
Mírové jednotky OSN na jihu Libanou (UNIFIL) obvinily v lednu 2025 izraelskou armádu z „hrubého porušování“ rezoluce OSN z roku 2006, která byla základem příměří. Podle UNIFIL izraelská armáda úmyslně ničila jasně identifikovatelný majetek UNIFIL a infrastruktury libanonské armády, což označily za hrubé porušení rezoluce 1701 a mezinárodního práva. Lídr Hizballáhu Kásim podle agentury AFP v téže době uvedl, že jeho hnutí „je trpělivé“ a dává Izraeli stále šanci na plnění dohody. A dále: „To ale neznamená, že budeme čekat 60 dnů. Vedení odboje určuje, kdy projevit trpělivost, kdy převzít iniciativu a kdy reagovat.“
V druhé polovině ledna 2025, krátce před vypršením lhůty ke stažení se z Libanonu, Izrael požádal Spojené státy americké o prodloužení této lhůty o dalších třicet dní. Izrael to zdůvodnil tvrzením, že libanonská armáda nedostatečně obsazovala bývalé pozice Hizballáhu v jižním Libanonu. Po vypršení sjednané lhůty, dne 26. ledna 2025, se izraelská armáda odmítla stáhnout z pozic v jižním Libanonu a vyzvala tamní vysídlené obyvatele, aby se ještě nevraceli do svých domovů. Následně došlo ke střetům s civilisty, kteří překročili zátarasy a vydali se do svých vesnic a měst. Izraelská armáda následně zahájila palbu, při které zemřelo 22 osob a dalších 120 bylo zraněno. Podle izraelské armády zemřel také jeden jejich voják. Na straně Libanonu šlo o civilisty, někteří z nich ale nesli vlajky Hizballáhu.
Dne 18. února 2025 se izraelská armáda částečně stáhla. Opustila všechny příhraniční libanonské vesnice, její jednotky ale dál zůstaly na pěti pozicích podél společné hranice. Podle prohlášení mluvčího izraelské armády se jednalo o kopec u obce Labúna, vrchol hory Blát a tři výšiny naproti izraelským obcím Avivim, Margaliot a Metula.

### Porušení příměří (březen 2025)
Koncem března 2025 izraelské letectvo provedlo velký úder na budovu na jižním předměstí Bejrútu. Šlo o první intenzivní bombardování v této oblasti od listopadového příměří. Porušení příměří ze strany Izraele potvrdil francouzský prezident Macron. Podle Izraele byl nálet reakcí na vypálení dvou raket z libanonského území. Obě rakety byly sestřeleny. Hizballáh ale své zapojení popřel.

## Související boje v jiných zemích

### Sýrie
Podle syrské oficiální agentury SANA syrská protiletecká obrana zachytila tři série útoků v okolí Damašku. Podle SANA byli při náletech tři civilisté zabiti a devět zraněno. Podle syrské státní televize při izraelské agresi zahynula moderátorka této televize Safaa Ahmadová. Podle syrských vojenských zdrojů byl izraelský útok bezpilotními letouny v Sýrii veden na tři radarové stanice, které jsou součástí syrské protiletecké obrany.
Na konci listopadu 2024 zahájila syrská opozice rychlou ofenzívu proti pozicím Asadova režimu. Šlo o první výraznou ofenzívu v občanské válce v Sýrii od roku 2020. Povstalci se během ní velmi rychle zmocnili města Aleppa, dále také měst Hamá a Salmíja. Posledně jmenované město bylo osídleno početnou ší'itskou populací. Již 6. prosince se povstalci dostali na předměstí Damašku. Írán a Hizballáh byly spojenci Asadova režimu. Vůdce Hizballáhu Naím Kásim vyjádřil Asadovi podporu a povstalce označil za „teroristy, kteří chtějí v zemi rozpoutat chaos“. Podle agentury Reuters Hizballáh následně vyslal do Sýrie své bojovníky. Vyslat vojáky přislíbil také Írán.
Krátce po vypuknutí bojů, 8. prosince 2024, se povstalci chopili klíčových měst Homsu a Damašku, a tím po 24 letech padl Asadův režim Bašár Asad uprchl i se svou rodinou do Ruska, kde obdržel azyl. Izrael na vítězství povstalců, mezi nimiž dominovalo islamistické uskupení Haját Tahrír aš-Šám, reagoval tak, že opakovaně zvyšoval zabezpečení svých hranic se Sýrií v oblasti Golanských výšin, jejichž část okupuje. V regionu obsadil nárazníkovou zónu mezi oběma státy, což zdůvodnil zajištěním bezpečnosti izraelských komunit v oblasti. Netanjahu označil Asadův pád za historickou událost a přímý důsledek úderů, které Íránu a libanonskému radikálnímu hnutí Hizballáh uštědřil Izrael. Také prohlásil, že Izrael nedovolí, aby se na jeho hranicích usadila jakákoliv nepřátelská síla.

### Írán
Po zahájení izraelské invaze do Libanonu Írán provedl jednorázový odvetný útok, který se vztahoval mimo jiné i na zářijové zabití Hasana Nasralláha. Podle Islámských revolučních gard došlo k odpálení desítek raket na Izrael. Izraelská armáda tvrdila, že celkově šlo o 180 raket. Íránský odvetný útok odsoudila řada západních zemí včetně Česka. Izrael varoval, že na útok Íránu odpoví v řádu dní. Diplomacie Spojených států amerických následně vyjednávala s Izraelem o deeskalaci konfliktu a možném rozsahu odvety. USA posílily obranu Izraele vysláním systému protivzdušné obrany THAAD. Izrael se následně zaručil, že nezaútočí na íránská jaderná a ropná zařízení.
Izraelští politici obvinili Írán ze zapojení do útoku Hizballáhu na dům premiéra Netanjahua ve městě Caesarea. Írán své zapojení popřel.
Rozvědce Spojených států amerických unikly 20. října 2024 přísně tajné dokumenty popisující plány Izraele na útok na Írán. Dokumenty, které se objevily na síti Telegram, odhalily probíhající cvičení izraelské armády i změny rozmístění raket. Únik byl následně vyšetřován.

## Následky
K polovině listopadu 2024 Hizballáh uvedl, že v bojích padlo 521 příslušníků hnutí. Ovšem izraelská armáda odhadovala, že zabila kolem 3000 bojovníků Hizballáhu.
Podle libanonského ministerstva zdravotnictví si konflikt od října 2023 na libanonské straně vyžádal 3961 mrtvých a 16 520 zraněných osob.
Podle izraelské armády v bojích padlo 60 izraelských vojáků. Hizballáh však uváděl, že zabil kolem sta izraelských vojáků a dalších tisíc zranil. Izraelské ministerstvo obrany uvádělo, že v Libanonu bylo zraněno kolem 900 izraelských vojáků. Armádní statistiky zveřejněné v listopadu 2024 uváděly, že od října 2023 izraelská armáda provedla 12 500 náletů a sto „zvláštních operací“. Při útocích mělo podle armády být zabito 2500 až 3500 členů Hizballáhu. Zabito mělo být také sto příslušníků jiných militantních skupin.
UNICEF v polovině listopadu 2024 vydal prohlášení, ve kterém konstatoval, že od září 2024 v Libanonu zahynulo více než 200 dětí a dalších 1100 jich utrpělo zranění.
Izrael před bombardování vyzval obyvatele desítek obcí a měst, aby opustili své domovy, což během operace vedlo k vysídlení statisíců osob. Celkový počet vysídlených osob v Libanonu se tím podle libanonských úřadů od října 2023 navýšil na 1,2 milionu osob. Část uprchlíků tvořili Syřané, kteří utekli do Libanonu před občanskou válkou a nyní prchali zpět do Sýrie.

## Diplomatické a humanitární aktivity

### Diplomatické aktivity
Žádná ze západních zemí dosud nezahájila hromadnou evakuaci svých občanů z Libanonu. Spojené státy vyslaly na Kypr, nejbližší zemi EU k Libanonu své vojáky, aby zajistili případnou evakuaci amerických občanů a občanů dalších západních zemí. Kapacity pro evakuaci nabídlo i Turecko. Některé země jako Francie či Portugalsko vyzvaly své občany, aby do Libanonu necestovali, Austrálie, Kanada, Řecko a Spojené království vyzvaly své občany k opuštění Libanonu, dokud je letiště v Bejrútu otevřené. Německo, Itálie či Bulharsko provedly částečnou evakuaci. Česko již v předchozích týdnech prostřednictvím ukrajinského a maďarského speciálu evakuovalo z Libanonu několik občanů. Ministerstvo zahraničních věcí vydalo doporučení necestovat do libanonu již v říjnu 2023. V polovině října 2024 Francie uvedla, že od počátku bojů Libanon opustily tři tisíce francouzských občanů (tj. 12 %).
Již 26. září Spojené státy americké, Francie, Evropská unie, Saúdská Arábie a další západní a arabské země vydaly společné prohlášení, ve kterém vyzvaly obě strany konfliktu k přijetí jednadvacetidenního přerušení bojů. Návrh příměří vypracovali diplomaté Spojených států amerických a Francie. Netanjahuova administrativa ale jednání o příměří dementovala. Krajně pravicový ministr Itamar Ben Gvir (Ocma jehudit) pohrozil, že pokud premiér Netanjahu přijme dohodu o příměří s Hizballáhem, shodí vládu.
Dne 1. října 2024 Evropská unie připravovala společné stanovisko vyzývající k „okamžitému příměří“ mezi Izraelem a Hizballáhem. Česko bylo jako jediná členská země proti a společné stanovisko tím zablokovalo se zdůvodněním, že „jednostranně omezovalo právo Izraele na sebeobranu proti teroristům z Hizballáhu“. Stanovisko následně vydal šéf diplomacie EU Josep Borrell svým jménem a funkcí.
Mezinárodní pobouření vzbudila zranění příslušníků mírové mise OSN (UNIFIL), které způsobily říjnové izraelské útoky. V některých případech byly základny mise také ostřelovány izraelskými tanky. Útoky odsoudilo 40 zapojených zemí. Ve společném stanovisku útoky odsoudily také členské země Evropské unie. Šéf unijní diplomacie Josep Borrell ale uvedl, že vydání společného prohlášení trvalo příliš dlouho. Podle Agentury DPA, s odvoláním na její zdroje, za zdržením stál opět postoj české diplomacie, která nesouhlasila s původním textem prohlášení. Ministr zahraničí Jan Lipavský následně odmítl, že by Česko vydání prohlášení zdržovalo a že mu daný čas vyjednání znění prohlášení přišel adekvátní.
Ministerstvo zahraničí Spojených států amerických uvedlo, že izraelskou diplomacii důrazně informovalo o nesouhlasu s izraelskými nálety na Bejrút ze začátku října 2024. Vyjádřilo také znepokojení nad počtem civilních obětí náletů.
Izrael v polovině října 2024 předložil Spojeným státům americkým náčrt své představy o podobě dohody o příměří s Libanonem. Izrael podle zdrojů žádal, aby jeho armáda mohla v Libanonu pokračovat v činnosti, jež zajistí, že se Hizballáh znovu nevyzbrojí a neobnoví svou vojenskou infrastrukturu v blízkosti hranice s Izraelem. Dále Izrael požadoval, aby jeho letectvo mohlo svobodně provádět operace v libanonském vzdušném prostor. Kvůli těmto podmínkám, které de facto znamenaly vojenskou okupaci, byly šance na přijetí dohody mizivé.
V polovině listopadu 2024 předala americká velvyslankyně v Libanonu Lisa Johnson americký návrh dohody o příměří předsedovi libanonského parlamentu Nabímu Barrímu. Krátce poté libanonská vláda i Hizballáh odsouhlasily návrh příměří. Mírových rozhovorů se v té době účastnil zvláštní americký vyslanec Bílého domu Amos Hochstein. Libanon ovšem návrh doplnil o komentáře, které však měly být v duchu rezoluce Rady bezpečnosti OSN číslo 1701 z roku 2006. Jejím cílem bylo ukončit druhou libanonskou válku a přítomnost izraelských vojsk na území Libanonu. Podle zdroje agentury AFP návrh o třinácti bodech počítal s přerušením bojů na šedesát dnů a s rozmístěním jednotek libanonské armády u hranice s Libanonem. Vůdce Hizballáhu, Naím Kásim, prohlásil, že Hizballáh se rovněž k návrhu vyjádřil a že podpoří takovou dohodu, která bude znamenat celkové ukončení ostřelování s Izraelem a zachová libanonskou suverenitu. Tím odmítl jakoukoliv přítomnost izraelských vojsk na území Libanonu. Izrael se zprvu k návrhu nevyjádřil.
Dne 26. listopadu 2024 byla schválena dohoda o příměří. V účinnost vstoupila 27. listopadu ráno. Příměří by mělo trvat šedesát dnů a mělo by připravit půdu pro trvalejší diplomatické řešení. Dohodu zprostředkovaly Spojené státy americké a Francie. Libanonská armáda, v souladu s dohodou, ihned učinila kroky pro návrat na jih Libanonu, který během konfliktu opustila. Do regionu se také začali vracet vysídlení Libanonci. Vláda ovšem varovala, že pro civilisty bude oblast bezpečná, až se z ní stáhne izraelská armáda. Stejně tak izraelská armáda nedoporučovala Libanoncům návrat do svých domovů, dokud se jednotky nestáhnou. Dále dle dohody má Hizballáh přesunout své síly od izraelsko-libanonské hranice severně za řeku Lítání. Netanjahu prohlásil, že Izrael dohodu o příměří přijímá, rázně ale odpoví na jakékoliv její porušení ze strany Hizballáhu. Součástí dohody byla také plná implementace rezoluce Rady bezpečnosti OSN č. 1701. Přijetí dohody zkritizoval krajně pravicový izraelský ministr národní bezpečnosti Itamar Ben Gvir (Ocma Jehudit). Označil ji za „historickou chybu“, která bez tak jednou povede k nutnosti opět vpadnout do Libanonu.
Mahmúd Abbás při třídenní návštěvě Libanonu, která proběhla ve dnech 21.–23. května 2025, dohodl harmonogram odzbrojení příslušníků palestinských frakcí přítomných v uprchlických táborech v Libanonu. Odzbrojování má začít v polovině června v Bejrútu a postupně proběhnout v celé zemi. Libanon nemá být základnou pro raketové útoky na Izrael, shodně konstatovali Abbás a libanonský prezident Joseph Aoun.

### Humanitární aktivity
Od vypuknutí války v Pásmu Gazy v říjnu 2023 bylo kvůli vzájemnému bombardování mezi Izraelem a Hizballáhem z jihu Libanonu vnitřně vysídleno kolem 100 tisíc lidí. V době zvýšené intenzity izraelských vzdušných náletů na konci září 2024 se počet vysídlených zdvojnásobil. Po zahájení pozemní operace se počet libanonských uprchlíků zvýšil podle úřadů OSN na jeden milion. Kolem 100 tisíc z nich uprchlo do Sýrie, ostatní zejména do severní části Libanonu.
V Libanonu bylo dlouhodobě rozmístěno kolem deseti tisíc příslušníků mise OSN UNIFIL. Česko do mise UNIFIL zapojeno nebylo. Z evropských zemí poskytlo nejvíce příslušníků Itálie, Francie, Španělsko, Irsko, Finsko, Srbsko, Polsko, Německo, Rakousko a Řecko.
V reakci na izraelskou invazi do Libanonu humanitární organizace OSN zažádaly o uvolnění 426 milionů dolarů na humanitární pomoc libanonským uprchlíkům.
Již 29. září 2024 Evropská unie uvedla, že uvolní dalších 10 milionů eur v humanitární pomoci pro Libanonce. V roce 2024 do té doby poskytla pomoc v hodnotě 74 milionů eur. Dalších 30 milionů eur přislíbila poskytnout Libanonu na humanitární účely EU 3. října.
V polovině října 2024 Saúdská Arábie zřídila letecký most s humanitární pomocí pro Libanonce. Egypt také vyslal letadla s humanitární pomocí od Egyptského červeného půlměsíce a ministerstva zdravotnictví. Mezi dalšími zeměmi, které ještě v říjnu 2024 poslaly pomoc byly Jordánsko, Turecko nebo Kanada. Spojené arabské emiráty slíbily uvolnit pomoc v hodnotě 100 milionů dolarů.
Ve druhé polovině října 2024 se konala v Paříži mezinárodní konference o situaci v Libanonu. Konference se účastnili zástupci sedmdesáti zemí světa a mezinárodních organizací. Zástupci států slíbili poskytnout 800 milionů dolarů na humanitární pomoc a 200 milionů dolarů pro bezpečnostní síly. Mezi největší dárce patřili představitelé Francie a Německa, kteří se dohodli, že každá z těchto dvou zemí Libanonu daruje humanitární pomoc v hodnotě 100 milionů euro. Spojené státy americké slíbily přispět 300 miliony dolarů.

## Reakce

### Státy
Americký prezident Joe Biden nebo britský ministr zahraničí David Lammy vyzvali k příměří a politickému řešení situace.
- Čínské ministerstvo zahraničí uvedlo, že... je velmi znepokojeno současnou situací mezi Libanonem a Izraelem a je zároveň hluboce znepokojeno další eskalací regionálního napětí v důsledku souvisejících vojenských akcí.[147]

- Italská premiérka Giorgia Meloniová v telefonickém rozhovoru s libanonským premiérem řekla, že... Itálie, rovněž jako rotující předseda skupiny G7, bude i nadále usilovat o zmírnění napětí na regionální úrovni.[148]
- Mluvčí IOS Daniel Hagari řekl, že... osmnáct let po rezoluci 1701 je Hizballáh největší nestátní armádou na světě a jižní Libanon se hemží jeho teroristy a zbraněmi. Pokud libanonský stát a svět nedokážou vytlačit Hizballáh od našich hranic, nezbývá nám nic jiného, než abychom to udělali sami.[149]
- Libanonský premiér Nadžíb Míkátí označil invazi za jeden z nejnebezpečnějších okamžiků v historii země.[10]
- Hluboké znepokojení nad současným vývojem vyjádřil mluvčí ruského prezidenta Dmitrij Peskov.[150] Ruské ministerstvo zahraničí ve svém prohlášení uvedlo, že... důrazně odsuzuje útok na Libanon a vyzývá izraelské úřady, aby okamžitě ukončily nepřátelské akce, stáhly své jednotky z libanonského území a zapojily se do skutečného hledání mírových způsobů řešení konfliktu na Středním východě.[147]
- Britský ministr zahraničí David Lammy řekl s odkazem na první libanonskou válku, že... nikdo z nás se nechce vrátit do let, kdy Izrael zabředl do bažiny v jižním Libanonu.[147]
- Dle vyjádření Bílého domu... má Izrael právo na sebeobranu. Mluvčí Národní bezpečnostní rady John Kirby sdělil, že... mise může představovat riziko.[151]
- Španělský ministr zahraničí José Manuel Albarés vyzval Izrael k ukončení pozemní operace.[152]
- Turecké ministerstvo zahraničí odsoudilo izraelskou pozemní ofenzívu jako,,, nezákonný pokus o invazi a vyzvalo Izrael ke stažení jednotek.[147]
- Izraelská diplomacie zakázala generálnímu tajemníkovi OSN Antoniu Guterresovi vstup do země, protože podle ní jednoznačně neodsoudil raketový útok Íránu na Izrael ze začátku října, ale místo toho vyzval k příměří.[153]

### Organizace
- Hizballáh v prvních hodinách útok nekomentoval, pouze informoval o úderech na izraelské síly v příhraniční izraelské obci Metula.[2] Již předtím ale lídr Naím Kásim varoval, že Hizballáh je na invazi připraven.[10]
- Generální tajemník OSN António Guterres podle jeho mluvčího Stephana Dujarrice vyzval k okamžitému příměří a řekl, že... v Libanonu je třeba se za každou cenu vyhnout totální válce a musí být respektována suverenita a územní celistvost Libanonu[154] Liz Throssellová, mluvčí úřadu OSN pro lidská práva vyjádřila obavu, že... rozsáhlá pozemní invaze Izraele do Libanonu by vedla jen k většímu utrpení.[147] Mluvčí humanitární agentury OSN OCHA Jens Laerke řekl,.. vyzýváme všechny strany, aby upřednostnily ochranu civilistů, dodržovaly mezinárodní humanitární právo a zapojily se do okamžité deeskalace, aby se zabránilo dalším ztrátám na životech a zabránilo se i dalšímu utrpení.[147] Zvláštní koordinátorka OSN pro Libanon Jeanine Hennis-Plasschaertová řekla, že... tento cyklus násilí neskončí dobře pro nikoho.[147]